# Labirynt (Dolina Brzoskwinki)
Labirynt – skała w lewych zboczach Doliny Brzoskwinki w miejscowości Chrosna w województwie małopolskim, w powiecie krakowskim, w gminie Liszki. Pod względem geograficznym znajduje się na Garbie Tenczyńskim (część Wyżyny Krakowsko-Częstochowskiej) w obrębie Tenczyńskiego Parku Krajobrazowego.
Labirynt to grupa niewielkich skałek wśród drzew u podnóża zbocza, pomiędzy Wodną Skałą i Cygańską Turnią. Znajdują się na terenie prywatnym, tuż obok domów i wspinaczka na nich wymaga zgody właściciela. Skały mają wysokość do 8 m, przez wspinaczy opisywane są jako Labirynt I, Labirynt II i Labirynt III. Na ich zachodnich, pionowych lub przewieszonych ścianach z filarem jest 13 dróg wspinaczkowych (w tym jedna projektowana) o trudności od III+ do– VI.4+ w skali Kurtyki. Na wszystkich zamontowano punkty asekuracyjne: 3–5 ringów (r) i stanowiska zjazdowe (st) lib ringi zjazdowe (rz).

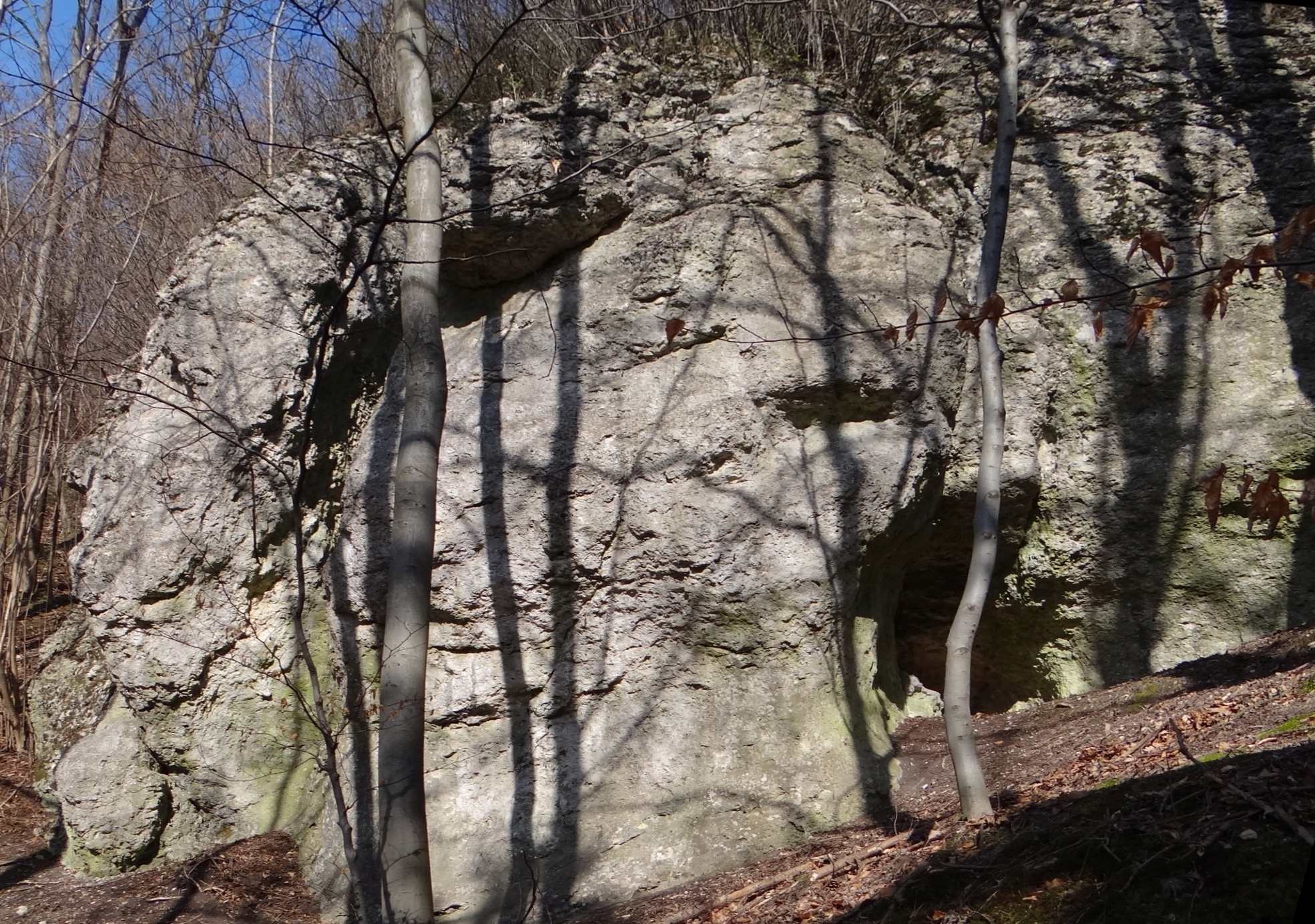
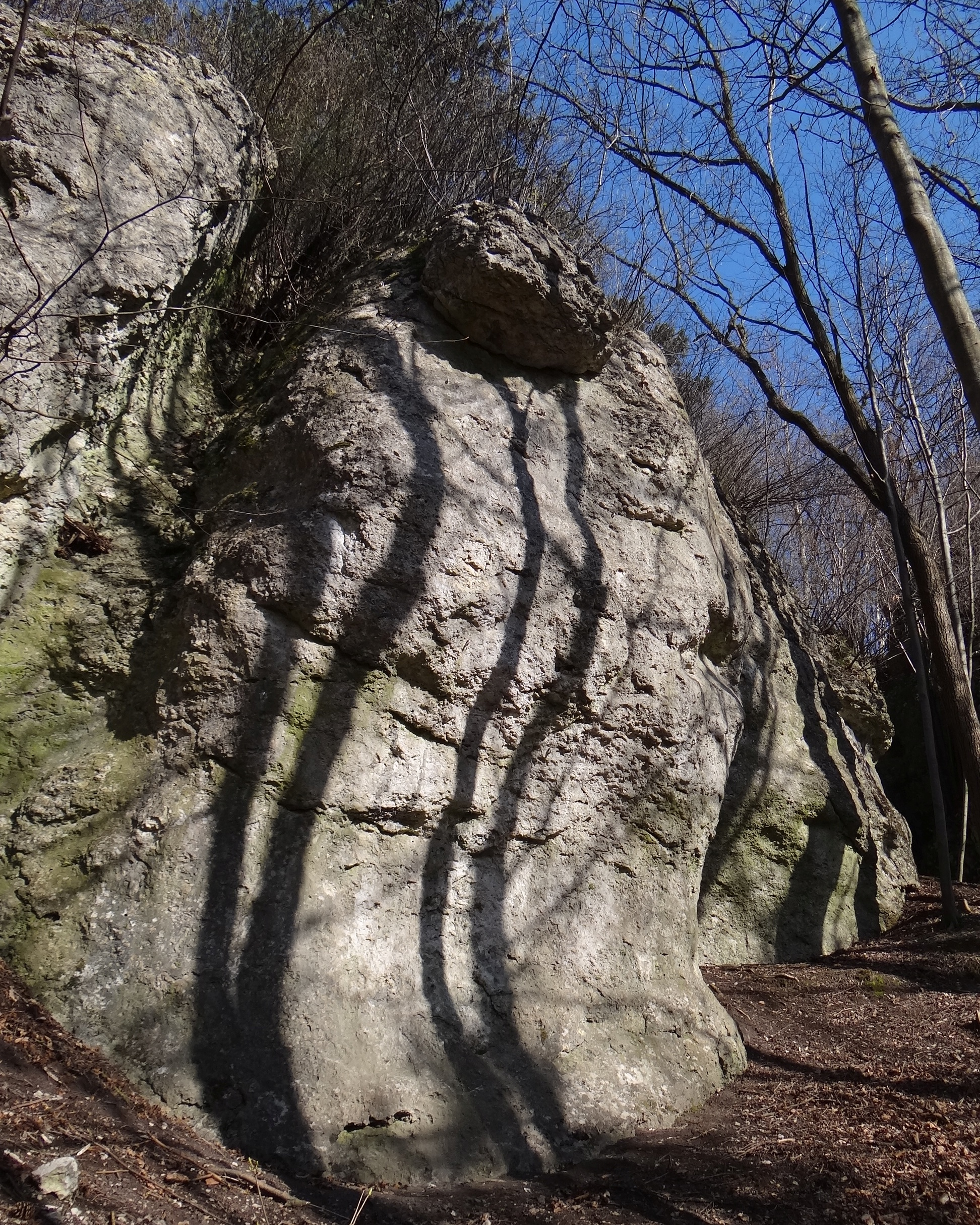
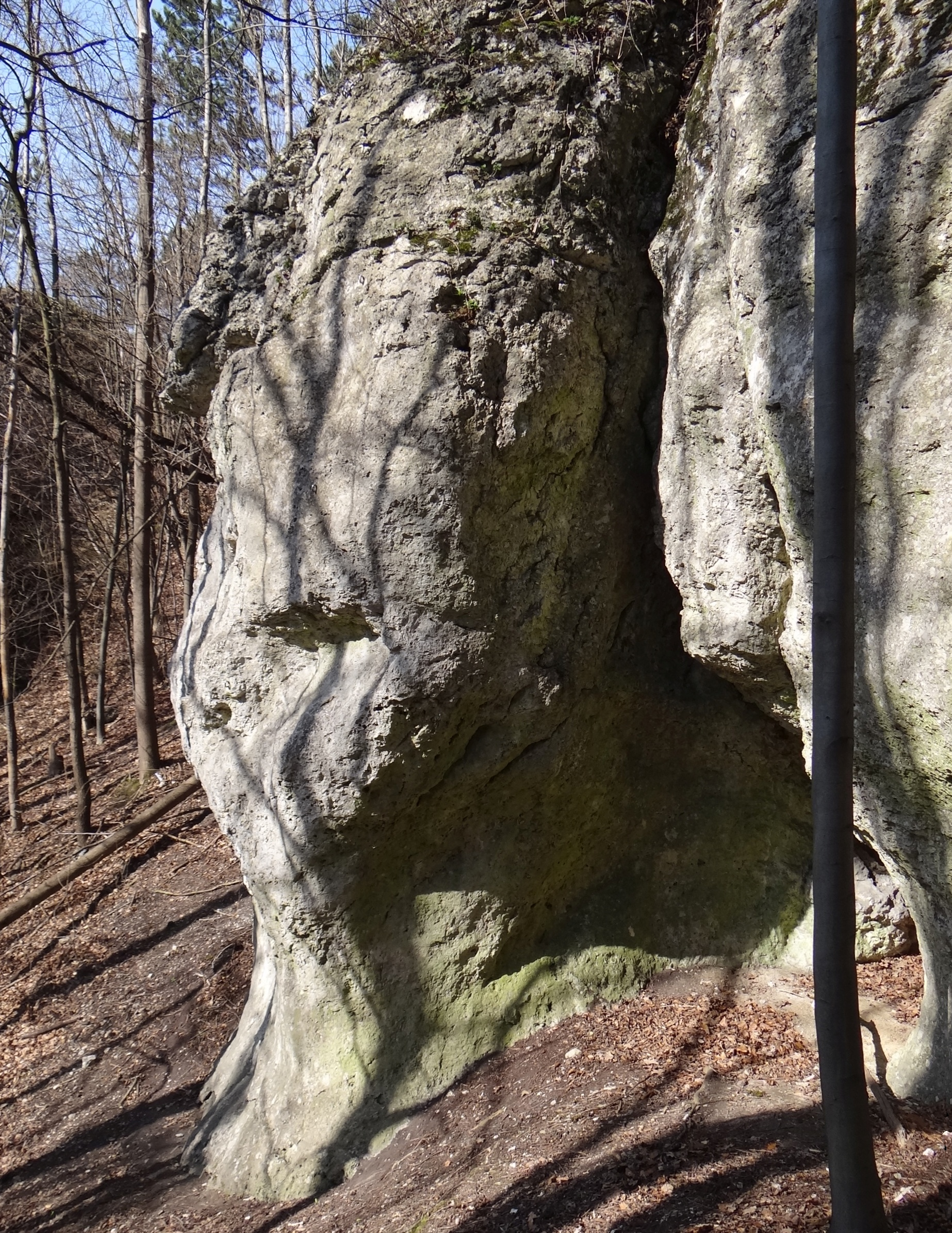
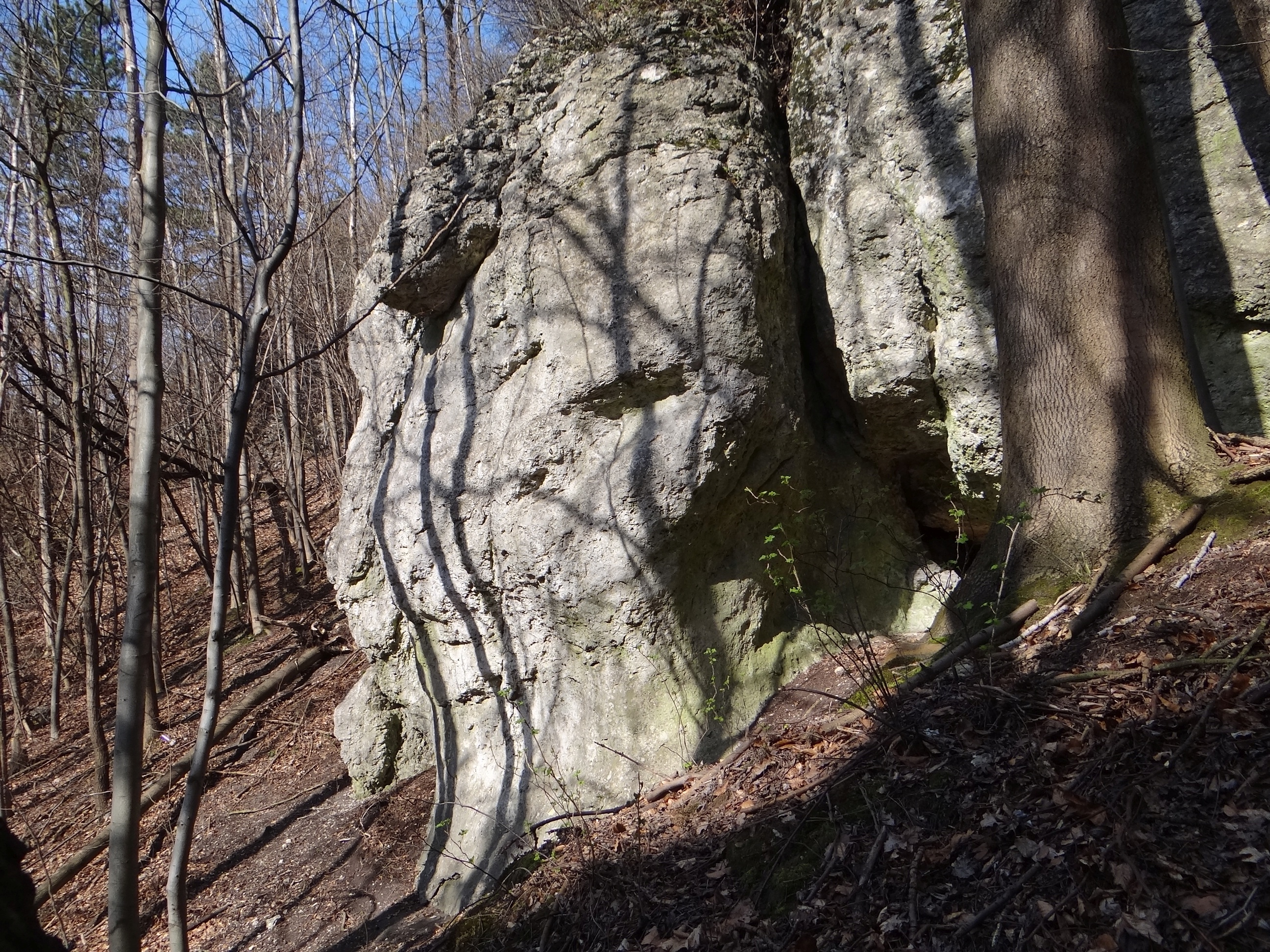
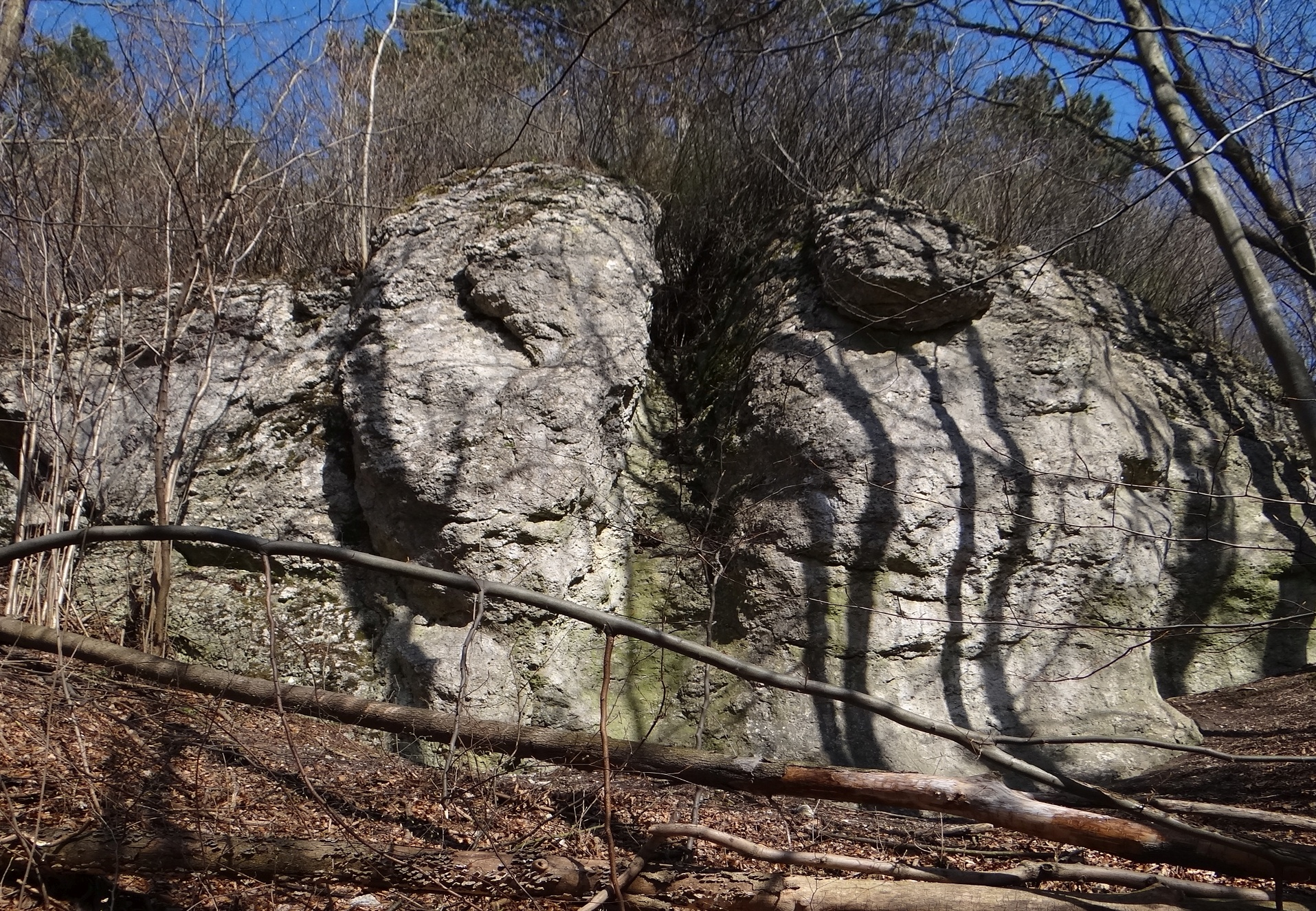

## Drogi wspinaczkowe
Labirynt I
1. Tezeusz; 5r + st , VI.1, 8 m
2. Herr OS; 4r + st, VI-, 8 m
3. Zawalidroga; 5r + st, VI.1+, 8 m

Labirynt II
1. Faia; 4r + st, VI, 8 m
2. Synteza; 4r + st, VI.3+, 8 m
3. Aria DNA; 4r + st, VI.2+, 8 m
4. Posei done; 4r + st, VI.3/3+, 8 m

Labirynt III
1. Habyk; 3r + rz, VI.1, 8 m
2. Projekt; 8 m
3. Brudus; 4r + st, 8 m
4. Stiff Little Fingers; 3r + st, 8 m
5. Mięsny jeż direct; 3r + st, VI.1, 8 m
6. Mięsny jeż; 3r + ST, III+, 8 m[3].